# Кочоран, Марьюс
Марьюс Юльян Кочоран (рум. Marius Iulian Cocioran; род. 10 июля 1983, Решица) — румынский легкоатлет, специалист по спортивной ходьбе. Выступает за сборную Румынии по лёгкой атлетике с 2012 года, победитель и призёр первенств национального значения, действующий рекордсмен страны в ходьбе на 50 км, участник трёх летних Олимпийских игр.

## Биография
Марьюс Кочоран родился 10 июля 1983 года в городе Решица, Румыния.
Впервые заявил о себе в спортивной ходьбе на международном уровне в сезоне 2012 года, когда вошёл в состав румынской национальной сборной и выступил на Кубке мира в Саранске, где в дисциплине 50 км с результатом 3:57:55 занял 24-е место. Выполнив олимпийский квалификационный норматив (3:59:00), удостоился права защищать честь страны на летних Олимпийских играх в Лондоне — в программе ходьбы на 50 км показал результат 3:57:52, расположившись в итоговом протоколе соревнований на 39-й строке.
В 2013 году в дисциплине 50 км сошёл с дистанции на Кубке Европы в Дудинце, занял 40-е место на чемпионате мира в Москве.
На чемпионате Европы 2014 года в Цюрихе показал 23-й результат.
В 2015 году занял 11-е место на Кубке Европы в Мурсии, тогда как на чемпионате мира в Пекине сошёл.
Принимал участие в командном чемпионате мира по спортивной ходьбе 2016 года в Риме, но не финишировал. Имея результат выше олимпийского квалификационного норматива (4:06:00), благополучно прошёл отбор на Олимпийские игры в Рио-де-Жанейро — здесь в дисциплине 50 км так же сошёл с дистанции.
На Кубке Европы 2017 года в Подебрадах занял 50-е место в ходьбе на 20 км.
В 2019 году на Кубке Европы в Алитусе показал 24-й результат в ходьбе на 50 км.
Занимая высокую позицию в мировом рейтинге, квалифицировался на Олимпийские игры в Токио — на сей раз на дистанции 50 км показал время 4:01:43 и занял итоговое 24-е место. Также в 2021 году на командном чемпионате Европы в Подебрадах финишировал 12-м, установив при этом ныне действующий национальный рекорд Румынии — 3:55:29.